# معركة آليا
قالب:صندوق حملة الحروب الرومانية الغالية
معركة آليا هي معركة جرت حوالي عام 387 قبل الميلاد بين السينونيين، وهي قبيلة غالية بقيادة برينوس الذي غزا شمال إيطاليا، والجمهورية الرومانية. جرت المعركة عند ملتقى نهري التيبر وآليا 16 كيلومترًا شمال روما. هُزم الرومان واستولى السينونيين على روما بعد ذلك. وفقًا للباحث بييرو تريفيس: «يقترح غياب أي دليل أركيولوجي عن مستوى تدميري يعود لهذا التاريخ أن الاستيلاء على روما كان ظاهريًا فقط».
يعود تاريخ المعركة تقليديًا إلى عام 390 قبل الميلاد في التأريخ الفاروني، وفقًا لرواية عن المعركة من قبل المؤرخ الروماني ليفي. لاحظ بلوتارخ أن المعركة حدثت بعد الانقلاب الصيفي عندما كان القمر شبه مكتمل بعد 360 عام من تأسيس روما أو بعد فترة قصيرة من عام 393 قبل الميلاد. استخدم المؤرخ الإغريقي بوليبيوس نظام تأريخ إغريقي ليخرج بنتيجة أن عام المعركة كان 387 قبل الميلاد وهو الأكثر احتمالًا. حدد تاسيتيوس التاريخ بأنه الثامن عشر من يوليو.

## خلفية
كان السينونيين إحدى القبائل الغالية العديدة التي غزت في ذلك الوقت شمال إيطاليا. استقروا على ساحل البحر الأدرياتيكي حول ما يعرف الآن بريميني. وفقًا لليفى، جرى استدعاؤهم إلى مدينة كلوسيوم الأترورية (حاليًا تشيوسي، توسكانا) من قبل آرونس، الشاب المؤثر في المدينة الذي أراد الانتقام من لوكومو، الذي أفسد زوجته. عندما ظهر السينونيين، شعر الكلوسيون بالتهديد وطلبوا من روما المساعدة. أرسل الرومان أبناء ماركوس فابيوس أمبوستوس الثلاثة، أحد أقوى الأرستقراطيين في روما، بصفة سفراء. أخبروا الغاليين بعدم مهاجمة كلوسيوم وإذا فعلوا ذلك، فإن الرومان سيقاتلون للدفاع عن المدينة. ثم طلبوا التفاوض على السلام. وافق السينونيين على السلام إذا أعطاهم الكلوسيون بعض الأراضي. كان هناك شجار واندلعت معركة. انضم السفراء الرومان إليهم وقتل أحدهم زعيم قبيلة سينوني. كان هذا الفعل انتهاكًا للقاعدة التي تنص على أن السفراء يجب أن يكونوا محايدين. لقد انحاز الإخوة وقتل أحدهما رجلًا سينوني. انسحب الغاليون لمناقشة الإجراء الذي يجب اتخاذه.
وفقا لديونيسيوس من هاليكارناسوس، كان لوكومو ملك المدينة. كلف آرونس بالوصاية على ابنه قبل وفاته. عندما أصبح الابن شابًا، وقع في حب زوجة آرونس وأغراها. ذهب آرون الحزين إلى بلاد الغال لبيع النبيذ والزيتون والتين. لم يشاهد الغاليون مثل هذه المنتجات من قبل وسألوا آرونس عن مكان إنتاجها. أجاب أنهم أتوا من أرض واسعة وخصبة، يسكنها عدد قليل من الناس وليسوا بمقاتلين جيدين. نصحهم بطرد الناس من أرضهم والتمتع بالفاكهة بصفتها ملكهم. أقنعهم بالمجيء إلى إيطاليا، والذهاب إلى كلوسيوم، وشن الحرب. تفترض رواية ديونيسيوس أن هؤلاء الغاليون لم يغزوا إيطاليا وكانوا في بلاد الغال. عندما قتل كوينتوس فابيوس، أحد السفراء الرومان، زعيمًا غاليًا، أرادوا أن يُسلَّم الإخوة لهم لدفع عقوبة الرجال الذين قتلوهم.
عندما وصل سفراء السينونيين إلى روما وطالبوا بتسليم الإخوة فابي الثلاثة إليهم، تعرض مجلس الشيوخ لضغوط المحاباة لعدم التعبير عن آرائه ضد عائلة فابيا القوية. لتجنب إلقاء اللوم على احتمال الهزيمة إذا هاجم الغاليون، أحالوا الأمر إلى الشعب. كتب ليفي أن أولئك الذين طُلب منهم اتخاذ قرار بشأن عقابهم انتُخبوا بمنصب أطربون عسكري ذو سلطات قنصلية (رؤساء دول) للعام المقبل. كان الغاليون غاضبين من تكريم أولئك الذين انتهكوا قانون الأمم وزحفوا إلى روما، على بعد 130 كيلومتر من كلوسيوم. كتب ليفي أنه ردًا على الاضطرابات التي سببها تقدمهم السريع، سارعت المدن المرتعبة إلى حمل السلاح وهرب أهل الريف، لكن الغاليون كانوا يشيرون من خلال صراخهم أينما ذهبوا إلى أن وجهتهم كانت روما.

## حجم القوات المتحاربة
لا يُعرف عدد المقاتلين المشاركين في المعركة بصورة أكيدة. كتب بلوتارخ أن الرومان لم يكن عددهم أقل وكان لديهم 40 ألف رجل لكن معظمهم كانوا غير مدربين وغير معتادين على الأسلحة. كتب ديونيسيوس هاليكارناسوس أن الرومان كان لديهم أربعة فيالق مدربة تدريبًا جيدًا وقوات مجندة من المواطنين غير المدربين والتي كانت أكبر من حيث العدد. بلغ هذا رقمًا تقريبيًا يبلغ حوالي 35 ألف رجل. كتب ديودروس سيكولوس أن الرومان كان لديهم 24 ألف رجل. لم يعطي ليفي أي أرقام. يقدر المؤرخان الحديثان كاري وسكولارد أن الرومان كان لديهم 15 ألف رجل والغاليون 30 إلى 70 ألف رجل. يعطي بيتر بيريسفورد إيليس تقديرًا بحد أدنى 24 ألف رجل بناءً على افتراض أن الرومان لديهم أربعة فيالق، ويملك كل قنصل فيلقين تحت إمرته، وبالنظر إلى أن كل فيلق كان به 6 آلاف رجل. يظن أيضًا أنه ربما كان هناك فرقة من قوات الحلفاء. ويظن أن جيش قبائل السينونيين بالكاد يمكن أن يزيد عن 12 ألف رجل.
الأرقام التي قدمها المؤرخون القدماء عن حجم الجيش الروماني المنخرط في المعركة غير مرجحة لأنهم مشهورون بالأرقام المبالغ فيها. على عكس تأكيد بيريسفورد إيليس، كان لدى الرومان فيلقان فقط. لم يزداد عدد الفيالق إلى أربعة حتى وقت لاحق من القرن، خلال حرب السامنية الثانية (326-304 قبل الميلاد)، وسُجل أول وجود لأربعة جحافل عام 311 قبل الميلاد. ثم كان للرومان أيضًا قادة عسكريون إضافيون: البريتور، الذي عُيِّن عام 366 قبل الميلاد، ونائب القنصل، الذي كان قنصلًا حصل على تمديد لولايته في القيادة العسكرية (بدأت الممارسة عام 327 قبل الميلاد). كانت الإشارات التاريخية الأولى للقناصل الذين قادوا أكثر من فيلق واحد عام 299 قبل الميلاد (أثناء الحرب مع الأتروسكان) و297 قبل الميلاد، خلال الحرب السامنية الثالثة (298-290 قبل الميلاد). أول ذكر صريح لقنصل يقود فيلقين كان عام 296 قبل الميلاد. في عام 295 قبل الميلاد، نشر الرومان ستة فيالق؛ أربعة بقيادة اثنين من القناصل، حاربوا تحالفًا من أربعة شعوب (السامنيون، الأتروسكيون، الأمبريان والسينونيين الغاليون) في معركة سينتينوم الضخمة. قاد البريتور فيلقين آخرين إلى جبهة أخرى. وقعت معركة آليا في الأيام الأولى لروما، عندما كان الجيش الروماني أصغر بكثير وكان هيكل قيادته أبسط بكثير. كان للجيش الروماني فيلقان فقط، وكان القنصلان هما القائدان العسكريان الوحيدان، وكل منهما يرأس فيلقًا واحدًا. بالإضافة إلى ذلك، وقعت المعركة في بدايات تاريخ الجمهورية الرومانية، في حين تبادلت مع فترة القنصل لسنوات التي كانت فيها روما تُحكم من قبل أطربون عسكري ذو سلطة قنصلية، وغالبًا ما يشار إليها باسم الأطربون القنصلي بدلًا من ذلك، وكان عام 390 قبل الميلاد عامًا فيه ستة أطربونات عسكرية في منصب القيادة. لذلك، فإن تأكيد بيريسفورد إيليس على أن الرومان في معركة آليا كان لديهم أربعة جحافل، اثنان لكل من القناصل، لا يُعتد به أبدًا. علاوة على ذلك، كان لدى الفيالق الرومانية 6 آلاف رجل فقط في مناسبات قليلة استثنائية. في الأيام الأولى للجمهورية، عندما وقعت معركة آليا، كان العدد 4200 رجل. لاحقًا، كان العدد 5200 رجل عندما كان الفيلق بكامل قوته، وهو ما لم يكن كذلك في كثير من الأحيان. وفقًا لذلك، من المحتمل أن تكون القوة الرومانية في المعركة أصغر بكثير مما كان متوقعًا.